# Eri-Seoi-Nage (Kata-Eri-Seoi-Nage)

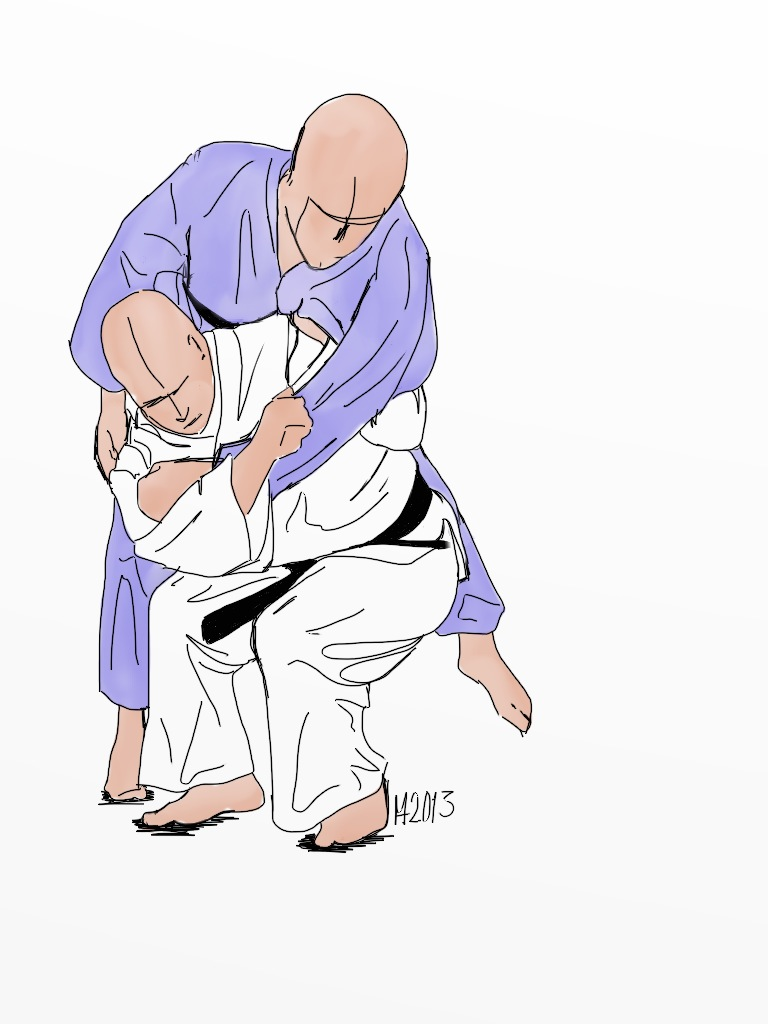
Exécution de Eri-Seoi-Nage

Eri-Seoi-Nage (projection d'épaule au revers, en japonais ) est une technique de projection du judo. C'est l'une des variantes de la technique Seoi-Nage.
Pour exécuter Eri-Seoi-Nage, Tori doit avancer et placer ses pieds comme dans Morote-Seoi-Nage, toutefois en pliant les genoux bien en dessous de la ceinture d'Uke. Il doit aussi placer sa main droite sur le revers droit d'Uke, ou, dans d'autres versions, la placer près de l'aisselle pour ensuite tirer de la même manière que dans une technique de hanche. Uke bascule quand même par-dessus l'épaule droite de Tori.

## Terminologie
- Eri : revers
- Seoi : prendre sur le dos, les épaules
- Nage : projeter

## Description technique
Tori (« celui qui saisit » et donc qui exécute la technique) et Uke (« celui qui reçoit » la technique) sont face à face en judogi. Ils se saisissent l'un l'autre en décroisé, les mains positionnées pouces vers le haut. Une main est placée pouce à l'intérieur du judogi sous le revers et les quatre autres doigts placés à l'extérieur sur le revers fermant la saisie. L'autre entièrement à l'extérieur du judogi sur le côté extérieur de la manche saisie par le milieu.
Tsukuri et Kuzushi doivent être exécutés simultanément par Tori :
Si les bras de Tori et Uke sont tendus alors :
Tsukuri :
- avancer le pied côté manche en le plaçant juste devant le pied opposé de celui de Uke, de manière à pouvoir pivoter à 180° sur celui-ci en ramenant l'autre pied à côté en lui présentant le dos
- fléchir de manière que le haut de sa tête se place sous le menton de Uke
Si les bras de Tori et Uke sont pliés alors :
Tsukuri :
- reculer un pied en le faisant pivoter sur lui-même, de manière à pouvoir pivoter à 180° sur celui-ci en ramenant l'autre pied à côté en lui présentant le dos
- fléchir de manière que le haut de sa tête se place sous le menton de Uke
Kuzushi :
- tirer la manche vers le haut et l'avant de Uke
- lâcher le revers pour placer sa main dans le revers opposé de Uke, pouces à  l'extérieur et venir saisir le judogi au niveau de l'épaule et effectuer une bascule du corps de Uke sur le dos de  en se penchant en avant
Kake :Tori termine la bascule par un pivotement de son épaule vers son propre pieds opposé dans le même sens de pivotement que le reste de la technique.
Ukemi : Uke exécute une chute avant.